# City by the Sea
City by the Sea er en amerikansk dramafilm fra 2002 med Robert De Niro, James Franco, Eliza Dushku, Frances McDormand og William Forsythe i hovedrollerne. Den omhandler en families problemer om egensindig ungdom og sat mod en mand, der prøver at bryde fri fra sin fortid.Den blev instrueret af Michael Caton-Jones. Den er baseret på en historie af Vincent LaMarca.

## Handling
Vincent LaMarca (Robert De Niro) er veteran og dedikeret til sit job som politibetjent i New York og søn af en henrettet morder. Mens hans far ikke havde til hensigt at dræbe barnet han kidnappede, høster hans søn alligevel ry og beslutter at være så god, at han er hævet over kritik. Men i en sag, hvor hans narkomisbrugende søn Joey (James Franco) viser sig som en mistænkt bliver intet som det samme. Siden skilsmissen med sin kone, har forholdet mellem LaMarca og hans søn været alt andet end godt. Vincent flyttede fra Long Beach på Long Island for anonymitet Manhattan og holdt alle på afstand, selv hans søn. Mordundersøgelsen trækker ham tilbage til Long Beach, hvor LaMarca smærtefulde tidligere bekendter venter på ham.

## Medvirkende (udvalgt)
- Robert De Niro – Vincent LaMarca
- Frances McDormand – Michelle
- James Franco – Joey LaMarca
- Eliza Dushku – Gina
- William Forsythe – Spyder
- Anson Mount – Dave Simon